# Slottskajen
59°19′39″N 18°04′14″Ø / 59.32750°N 18.07056°Ø
Slottskajen er en gade og kaj i Gamla stan i Stockholm, der passerer nord for Stockholms Slot, under Lejonbacken, parallelt med Strömmen og Stallkanalen. I øst er Slottskajen forbundet med Strömbron samt Skeppsbron og i vest med Mynttorget. Overgangspassagen Norrbro munder ligeledes ud i Slottskajen.
Gaden fik sit nuværende navn i 1925. Den ældste dokumenterede betegnelse er Stall bakkan (Stallbacken) fra anden halvdel af 1400-tallet, som dengang også henviste til Slottsbacken og det åbne rum på sydsiden af slottet. I 1921 foreslog Navngivningsnævnet det officielle navn Slottsstranden til kajområdet nord for slottet, men det blev ændret fire år senere af Sveriges Byggnadsnämnd til "Slottskajen".